# 紐約地鐵7號線
7號線法拉盛慢車（英語：7 Flushing Local）與<7>號線法拉盛快車（英語：7 Flushing Express）是紐約地鐵A分部兩條地鐵路線，在IRT法拉盛線全線的快車和慢車服務。由於該線全線使用IRT法拉盛線，因此其路線徽號為紫色。
慢車以圓形的徽號「7」標示，快車則以菱形的徽號「<7>」標示，在R62A型列車車頭則顯示「<7>快車」。R62A型列車的車頭同時以LED標示慢車或快車，7號線慢車以綠色圓形標示；<7>號線快車以紅色菱角標示。
7號線在任何時間都營運，來往法拉盛的緬街及雀兒喜的34街-哈德遜調車場。慢車在任何時間都營運，而快車只在繁忙時段、尖峰方向的較早黃昏時段及特別活動時營運。7號線在1915年法拉盛線通車時就開始營運。1927年起，7號線大致維持原線，直至2015年由時報廣場西延一站至哈德遜調車場為止。

## 歷史

### 引入快車服務
1953年3月12日，兩列9節特急列車由法拉盛-緬街在早上繁忙時段開往時報廣場。特急停靠緬街、威利斯角，然後一路跳過各站直至皇后區廣場，通過伍德賽德和交匯林蔭路兩個快車站。運行時間由25分鐘縮短至23分鐘。1955年8月12日起，早上繁忙時間開始運行4列特急列車。1953年9月10日，兩列由時報廣場開出的快車在黃昏繁忙時段轉成特急列車。特急列車在早上繁忙時段和黃昏繁忙時段分別在1956年1月13日和12月14日停運。
週六假日快車服務在1954年3月20日停運。一段時間後，平日日間快車也停運，1971年11月29日短暫恢復營運，1975年8月29日再次停運。
1962年11月1日，五十輛R17列車（#6500-6549）由主線IRT轉移至7號線，以10節列車營運。這是IRT首次在沒有第二司機的情況下以10節列車營運。1964年4月法拉盛草原哥樂那公園舉行1964－1965年世界博覽館，列車增長至11節。法拉盛線獲得430輛新的R33型及R36型世界博覽會列車以提供額外服務:137。

### 翻新

#### 第一次翻新

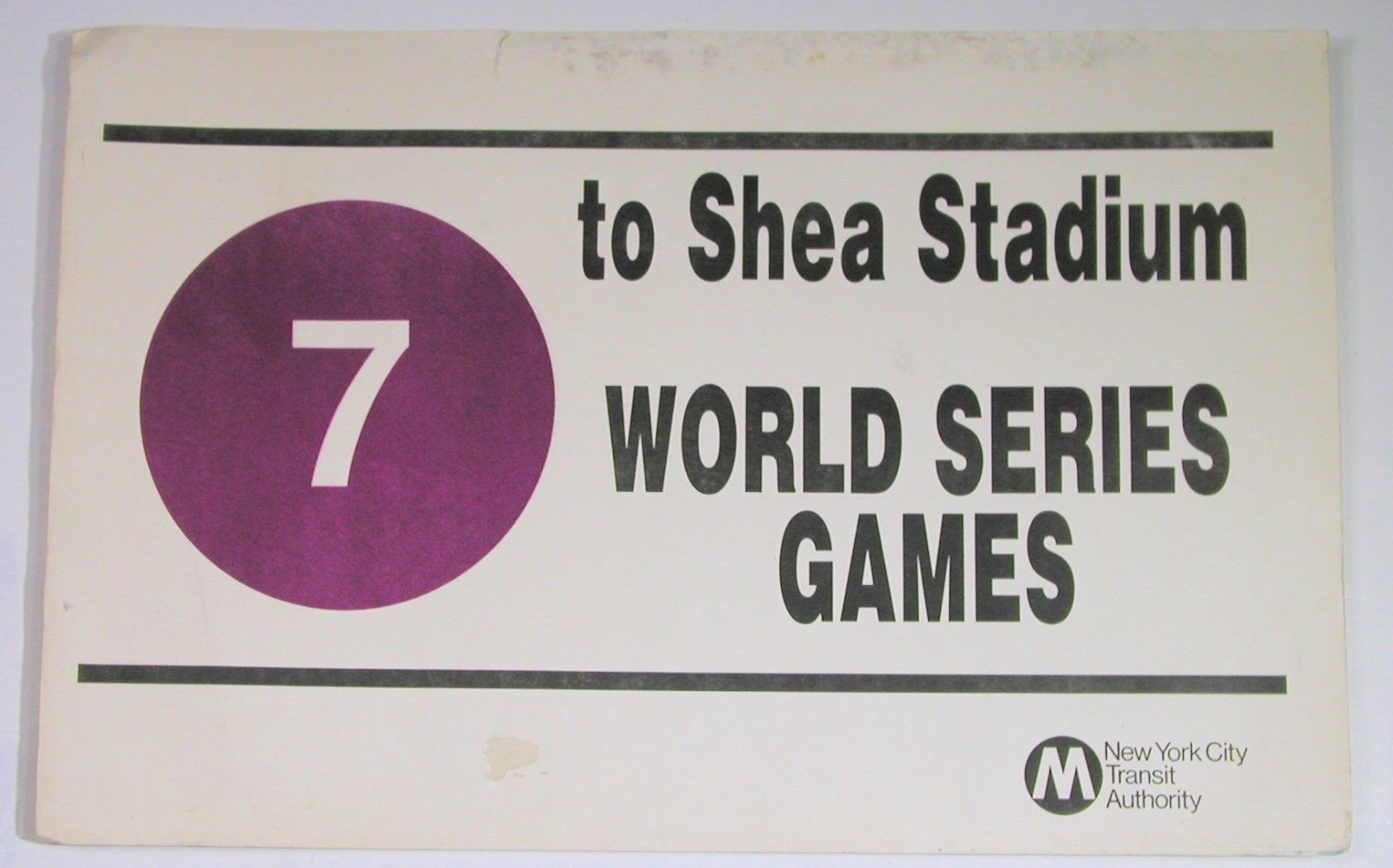
這張海報在1986年用於7號線往Shea體育場，以便乘客觀看世界系列比賽，紐約大都會贏出

1985年5月13日至1989年8月21日期間，IRT法拉盛線進行大修改良，包括安裝新軌道、維修車站結構以及改善路線基建，花費7000萬美元。慢車站進行軌道工程時，在快車軌道上設立了臨時月台。
主要的部分是皇后林蔭路高架橋的鐵路軌道更換。這個需要因為地鐵在1970和1980年代一直惡化，以致於法拉盛線上有大規模的「紅色燈號」問題，同時有些高架結構支柱搖晃，導致風速超過每小時65英哩時列車無法運行。<7>快車因工程進行而延期，但是紐約大都會舉行賽事以及法拉盛草原可樂娜公園舉辦活動時開行額外7號線列車服務。計劃內預計平日將延誤達10分鐘，週末則延誤達20分鐘。紐約市公共運輸局考慮以巴士服務取代<7>快車服務，但因需要運輸局派出沒有的數百輛巴士而遭到拒絕。工程期間，運輸局在慢車軌以每小時25班列車營運，比之前慢車和快車合共每小時28班車少3班。7號線列車的行車時間在工程期間延長了10分鐘。

#### 恢復快車服務
計劃在1989年6月完成，比預定的1989年12月還早。紐約市公共運輸局在1989年6月29日就恢復快車服務舉行聽證會。計劃的快車服務在1989年7月提出以符合正常的A分部時程。運輸局自1988年開始計劃恢復快車服務。幾個選項，包括沿用1985年5月前的服務形式，延續全慢車服務，特急列車在威列斯角至皇后區廣場以不停靠營運以及隔站停靠快車的選項都向當地社區。
1985年5月以前，前往曼哈頓的快車在早上6時30分至9時45分營運，前往緬街的快車在下午3時15分至7時30分營運。快車每3分鐘1班，慢車每6分鐘1班。這是由於快車需求很高。由於服務分配不平均，故快車每2分鐘營運1班，之後每4分鐘1班。快車沿4分鐘間隔的載客量達沿2分鐘間隔兩倍。取消快車以及在33街-羅森街不可靠的匯合，提升了可靠度，準時度經常超過95%。
只限慢車服務的方案排除在外，因為無法讓交匯林蔭路以東前往曼哈頓的大量乘客節省時間，也不能以最高效方式使用地鐵列車，也無法提拱皇后林蔭路線以外的有吸引力的替代。特急服務也排除，因為慢車需求是每個快車站有2至3個慢車站，這會重蹈1985年前服務形式的覆徹。隔站停靠也遭到排除，這會局限路線至每小時24班列車，但以快車營運則開達每小時30班列車。
紐約市公共運輸局起草了一個服務計劃，目標是維持現有的可靠性、慢車服務以現時水平或比1985年前更高，並提供更快的服務。公共運輸局提出重新引入快車服務，在早上6時30分至10時開往曼哈頓（實行時改為6時30分至9時45分），下午3時15分至8時15分開往法拉盛。快車服務將通過61街-伍德賽德，容許一列快車全程以慢車運行，同時快車和慢車都可以每4分鐘1班。快車和慢車以同等密度營運可以分散到達33街的列車。快車將可減少交匯林蔭路以北上車的乘客轉乘擁擠的皇后林蔭路線。快車不停靠伍德賽德主要是因為快車停靠將導致乘客進行緩急接續，拖慢了33街匯合的速度，削弱了節省的時間。1989年7月28日，大都會運輸署以5比3通過了這個改動。<7>列車的快車服務在1989年8月21日重啟，延誤了一個月:17。快車服務由緬街至曼哈頓節省了6分鐘，由交匯林蔭路則節省了4分鐘。1989年9月，200名乘客和共和黨市長候選人魯迪·朱利安尼在61街車站抗議快車不停靠該站。在遭到社區反對壓力下，根據1992年2月10日進行為期六週的測試，快車服務恢復停靠伍德賽德。

#### 第二次翻新
1990年代中期，MTA發現皇后林蔭路的高架橋結構不穩定，過往用往支撐軌道的道碴受到不良排水影響變得鬆散，導致整體混凝土結構完整性受影響。<7>快車在61街-伍德賽德和皇后區廣場車站再次暫停營運，並加設了臨時月台以便四個中途站使用快車軌。工程在1993年4月5日展開。當高架橋工程在1997年3月31日提早完工時，整條<7>快車恢復營運。在此期間，乘客量一直穩定上升。1999年，<7>快車由只限繁忙時段延長至平日早上6時30分至下午10時。不過，2009年因經常在日間進行工程而還原。

### 延長線和CBTC

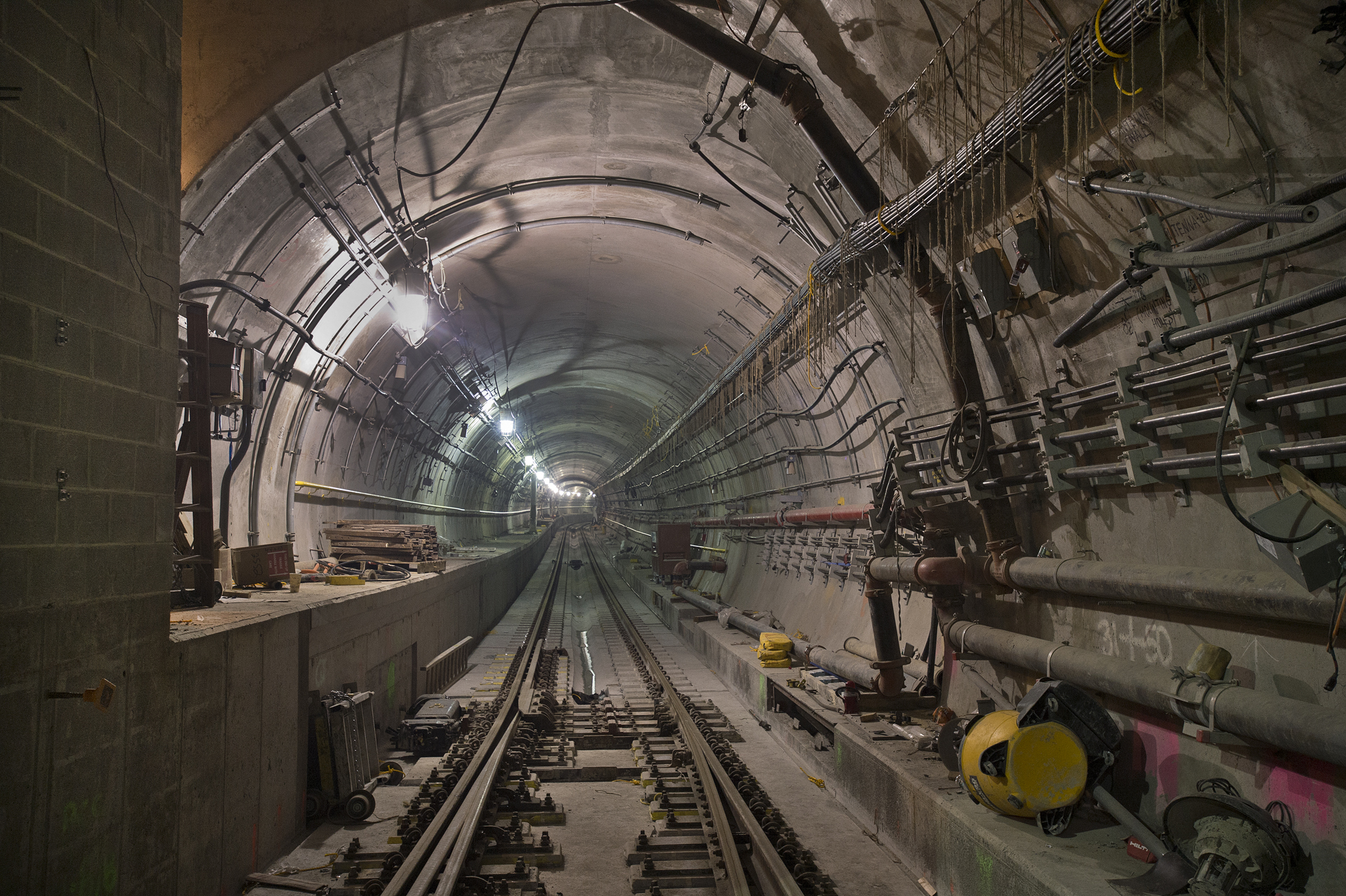
紐約地鐵7號線延伸段興建時的一個隧道路段。此路段在2015年9月13日啟用

紐約地鐵7號線延伸段由34街向西再在十一大道轉向南，並在鄰近雅各·K·賈維茨會議中心的哈德遜調車場設立車站。這個工程計劃曾經五度延誤。34街-哈德遜調車場車站原先預計在2013年12月啟用，最後在2015年9月13日開放啟用。然而，整個車站興建工程尚未完工，直至2018年9月。
2010年11月16日，紐約市正式宣佈考慮將地鐵延長至跨過哈德遜河到達新澤西州塞卡烏卡斯交匯站。截至2011年10月26日，紐約市市長邁克爾·布隆伯格與新澤西州州長克里斯·克里斯帝對傳媒表達了對試驗計劃的支持。然而在2013年4月，MTA主席約瑟·洛塔宣佈以成本高昂為由拒絕將7號線延長至新澤西州。原計劃包括在新澤西州興建一個地鐵車廠和地鐵隧道。取而代之的是洛塔支持美鐵的門戶隧道計劃，興建一條前往曼哈頓的新隧道以供美鐵和新澤西交通列車使用。然而作為紐約及新澤西港口事務管理局、MTA及新澤西交通的聯合計劃，這個延伸段再次在2018年2月獲得考慮。
2008年MTA開始將7號線轉換至可容納CBTC，預計需要花費5.859億美元。這可在每小時增加兩班列車，以及為紐約地鐵7號線延伸段加設兩列新列車，載客量可提升7%（舊的總站時報廣場，7號線列車受止衝擋影響只能提供每小時27班列車。現時的南端總站34街-哈德遜調車場車站設有尾端軌道以儲存繁忙時段列車，班次可提升至每小時29班列車）新的符合CBTC的A分部車卡（R188合約）在2013年至2016年間送達。2017年10月，CBTC系統由緬街至74街的路段啟動:59–65。2018年11月26日，在屢次延誤後，7號線全線都作出CBTC啟動。然而，MTA還宣佈系統完全運作前需要再進行若干星期的維修工作。

## 路線

### 服務形式
以下表格顯示7號線與⟨7⟩號線所使用路線，特定時段在有陰影的格的路段內營運。
| 路線        | 起點        | 終點              | 軌道 | 時間             | 時間     |
| 路線        | 起點        | 終點              | 軌道 | <7>              | 7        |
| 路線        | 起點        | 終點              | 軌道 | 繁忙時段尖峰方向 | 任何時段 |
| ----------- | ----------- | ----------------- | ---- | ---------------- | -------- |
| IRT法拉盛線 | 法拉盛-緬街 | 33街-羅森街       | 快車 |                  |          |
| IRT法拉盛線 | 法拉盛-緬街 | 33街-羅森街       | 慢車 |                  |          |
| IRT法拉盛線 | 皇后區廣場  | 34街-哈德遜調車場 | 全部 |                  |          |

### 車站
更詳細的車站列表參見IRT法拉盛線。
藍色車站標示超級特快特別列車停靠的車站。
| 車站服務圖例             | 車站服務圖例              |
| ------------------------ | ------------------------- |
| 任何時候停站             | 任何時候停站              |
| 任何時候停站（深夜除外） | 任何時候停站（深夜除外）  |
| 僅平日停站               | 僅平日停站                |
| 僅繁忙時段的尖峰方向停站 | 僅時段的方向停站          |
| 車站已關閉               | 車站已關閉                |
| 時段資料                 |                           |
|                          |                           |
| 無障礙設施               | 車站符合ADA標準           |
| ↑                        | 車站在指定方向符合ADA標準 |
| ↓                        | 車站在指定方向符合ADA標準 |
|                          | 升降機只到夾層            |

| 紐約地鐵7號線車站列表 |                          |                         |          |                | | |
| 慢车                  | 快车                     | 中文站名                | 英文站名 | 無障礙設施     | 轉乘 | 連接及備註 |
| 皇后區                |                          |                         |          |                | | |
| 法拉盛線              |                          |                         |          |                | | |
| 任何時候停站          | 僅繁忙時段的尖峰方向停站 | 法拉盛-緬街             |          | 無障礙設施     | | 長島鐵路華盛頓港支線，法拉盛-緬街 Q44選擇巴士服務 Q48線巴士往拉瓜迪亞機場                                                          |
| 任何時候停站          | 僅繁忙時段的尖峰方向停站 | 大都會-威利斯角         |          | ↑              | | 舊威利斯角-謝里體育場 長島鐵路華盛頓堡支線，大都會-威利斯角（只限特別活動） Q48線巴士往拉瓜迪亞機場 部分繁忙時段列車在此站始發終到 |
| 任何時候停站          |                          | 111街                   |          |                | | Q48線巴士往拉瓜迪亞機場 部分繁忙時段南行列車在此站起載                                                                             |
| 任何時候停站          |                          | 103街-可樂娜廣場        |          |                | | |
| 任何時候停站          | 僅繁忙時段的尖峰方向停站 | 交匯林蔭路              |          | 無障礙設施     | | Q72線巴士往拉瓜迪亞機場 |
| 任何時候停站          |                          | 90街-埃姆赫斯特大道     |          |                | | |
| 任何時候停站          |                          | 82街-傑克遜高地         |          |                | | |
| 任何時候停站          |                          | 74街-百老匯             |          | 無障礙設施     | E F <F> M R （IND皇后林蔭路線）                                                                                      | Q47線巴士往拉瓜迪亞機場（只限水上飛機客運大樓） Q53選擇巴士服務 Q70選擇巴士服務往拉瓜迪亞機場                                      |
| 任何時候停站          |                          | 69街                    |          |                | | Q47線巴士往拉瓜迪亞機場（只限水上飛機客運大樓）                                                                                    |
| 任何時候停站          | 僅繁忙時段的尖峰方向停站 | 61街-伍德賽德           |          | 無障礙設施     | | 長島鐵路城市總站地帶，伍德賽德 Q53選擇巴士服務 Q70選擇巴士服務往拉瓜迪亞機場                                                       |
| 任何時候停站          |                          | 52街                    |          |                | | |
| 任何時候停站          |                          | 46街-布利斯街           |          |                | | |
| 任何時候停站          |                          | 40街-勞爾利街           |          |                | | |
| 任何時候停站          |                          | 33街-羅森街             |          |                | | |
| 任何時候停站          | 僅繁忙時段的尖峰方向停站 | 皇后區廣場              |          |                | N W （BMT阿斯托利亞線）                                                                                              | |
| 任何時候停站          | 僅繁忙時段的尖峰方向停站 | 法庭廣場                |          | 無障礙設施     | G （IND跨城線） E M （IND皇后林蔭路線，法庭廣場-23街）                                                               | |
| 任何時候停站          | 僅繁忙時段的尖峰方向停站 | 亨特斯角大道            |          |                | | 長島鐵路城市總站地帶，亨特斯角大道（只限繁忙時段）                                                                                 |
| 任何時候停站          | 僅繁忙時段的尖峰方向停站 | 維爾農林蔭路-傑克遜大道 |          |                | | 長島鐵路城市總站地帶，長島市（只限繁忙時段）                                                                                       |
| 曼哈頓                |                          |                         |          |                | | |
| 任何時候停站          | 僅繁忙時段的尖峰方向停站 | 大中央                  |          | 無障礙設施     | 4 5 6 <6> （IRT萊辛頓大道線） S （42街接駁線）                                                                       | 大都會北方鐵路，大中央總站 |
| 任何時候停站          | 僅繁忙時段的尖峰方向停站 | 第五大道                |          | 升降機只到夾層 | B D F <F> M （IND第六大道線，42街-布萊恩特公園）                                                                     | |
| 任何時候停站          | 僅繁忙時段的尖峰方向停站 | 時報廣場                |          | 無障礙設施     | 1 2 3 （IRT百老匯-第七大道線） A C E （IND第八大道線，42街-港務局客運總站） N Q R W （BMT百老匯線） S （42街接駁線） | 紐新航港局客運總站 |
| 任何時候停站          | 僅繁忙時段的尖峰方向停站 | 34街-哈德遜調車場       |          | 無障礙設施     | | M34線巴士 |

## 延伸計畫

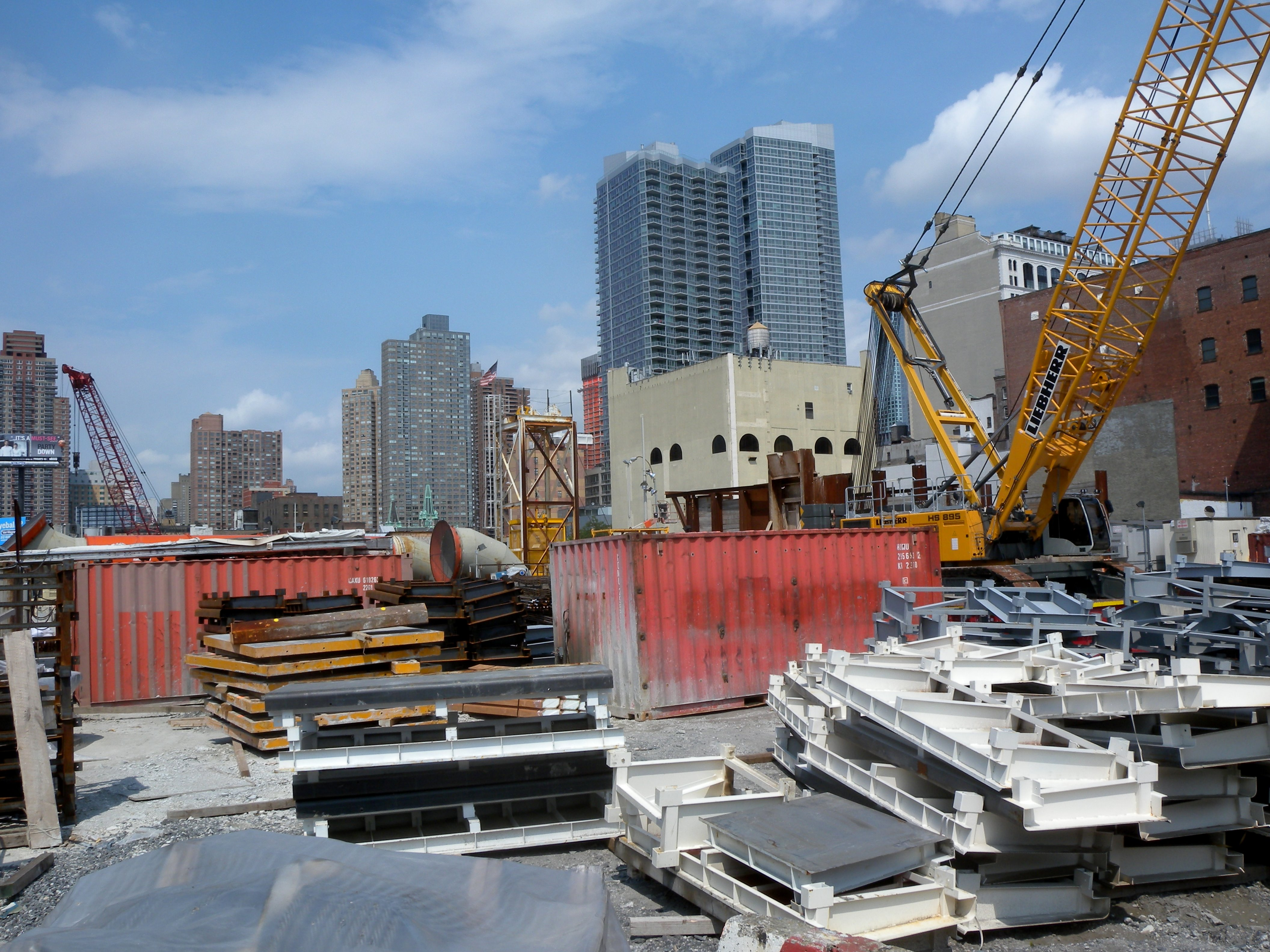
第十一大道與34街的車站工地

7號線延伸段示意圖

7號線已從其目前的西端終點站時報廣場-42街車站向西延伸，並於第十一大道與34街口設置車站。此兩站中間曾計畫於第十大道與41街口設置一個站，雖然於2007年10月從計畫中剔除，但仍可能在獲得資金來源的前提下恢復設置。此延伸線於在2015年9月13日通車。
此外，該工程甚至有計畫延伸至哈德遜河對岸的霍博肯，以提供紐澤西州的通勤族前往大中央車站及紐約各地的列車服務。徜若如此，7號線將成為紐約地鐵首條跨市（同時也是跨州）的路線。

## 外部連結
- MTA New York City Transit - 7 Flushing Local
- MTA New York City Transit - 7 Flushing Express
- MTA NYC Transit - 7 schedule (PDF)